# Ormetica tanialoides
Ormetica tanialoides là một loài bướm đêm thuộc phân họ Arctiinae, họ Erebidae.